# Liste der Bürgermeister von Pasewalk
Die Liste der Bürgermeister der Stadt Pasewalk umfasst die Amtsinhaber vom 15. Jahrhundert bis heute.
Vom 15. Jahrhundert bis 1808 sind die genauen Amtszeiten der Bürgermeister nicht bekannt. Die Jahreszahlen hinter den Namen aus dieser Zeit geben deshalb lediglich die Erwähnung des Namens und der Person als Bürgermeister der Stadt Pasewalk in einer Urkunde aus dem angegebenen Jahr an. Nach Einführung der Preußischen Städteordnung am 19. November 1808 sind die Bürgermeister der Stadt Pasewalk mit ihrer genauen Amtszeit sowie ihrem Namen und Lebensdaten, soweit bekannt, angegeben.
15. Jahrhundert
- Clawes Czusdom (oder Czutzedoem, Szuzenym, Sußenym), urkundlich erwähnt 1467 und 1502
- Bertram Sunnenberg, 1479 und 1502
- Thewes Meyger, erwähnt 1479

16. Jahrhundert
- Hanntz von der Most, urkundlich erwähnt 1534
- Baltzer Dargitz, 1559
- Erdtman Kunow, 1565
- Peter Schwartrock, 1585 und 1597
- Christoffer Tieplinck, 1592

17. Jahrhundert
- Johann Kraatz, urkundlich erwähnt um 1607
- Zacharias Oldenfleht, 1616
- Lucas rachow, 1616 und 1621
- Petrus Bathe, 1621
- Albrecht Bate, 1625
- Michael Sellentin, 1629 und 1630
- Bartholomeus Kühne, 1629 und 1630
- Petrus Pomeranus, 1651
- Petri, verstorben (†) vor 1691
- Johann Dithmar (oder Ditmer), 1698 und 1717

18. Jahrhundert
- A.S. Laurenti, 1706
- Jochim Fafter, 1717, † 1724
- Jochim Ziersen, 1717
- ? Zinow, 1731, † 1732
- W.C. Ruhedorff, 1731, † 1765
- I.C. Rudeloff, 1745 und 1746
- ? Herrlich, urkundlich erwähnt 1745–1753
- I.G. Sehler, urkundlich erwähnt ab 1765 sowie 1773
- Martin Adrian Dallmer, urkundlich erwähnt 1766 sowie bis 1809
- Johann Wilhelm Schütz, urkundlich erwähnt 1767 und 1775
- Carl Friedrich Laehder (Leder), urkundlich erwähnt 1775 und 1786
- ? Kaltenborn, urkundlich erwähnt ab 1785 bis zu seinem Tod 1803

19. Jahrhundert
- 1808/09 ? Holz (* ? † ?), Interrims-Bürgermeister
- 1809–1816 Johann Carl Mohr (* 1763 † 1816)
- 1816–1847 Magnus Nathanael Günther (* 1776 † 1847)
- 1848–1872 Johann Georg Ludwig Streuber (* 1795 † 1884)
- 1872–1876 August Ferdinand Pagels (*? † 1876)
- 1876–1895 Carl Kujack (* 1825 † 1897)
- 1895–1905 Albert Will (* 1846 † 1905)

20. Jahrhundert
- 1905–1917 Wilhelm Prüter (* ? † ?)
- 1917–1937 Dr. Willy Peppler (* 1880 † 1957)
- 1937–1942 ? Malsfey (* ? † ?)
- 1942 ? Klingbeil (* ? † ?)
- 1942–? Hans-Heinrich Wentzlaff-Eggebert (* 1894 † ?)
- 1945–? Hermann Bülow (* ? † ?)
- 1945–1949 Erich Pretzer (* 1882 † 1968)
- 1950–1961 Helene Medrow (* 1902 † 1976)
- 1961–1974 Eberhard Schmidt (* 1924 † 2010)
- 1978–1986  Klaus Börner (* 1936)
- 1986–1990 Bärbel Steinmüller (* 1948)
- Mai 1990–1994 Heinz-Georg Eckleben (* 1945), parteilos

→ trotz Parteilosigkeit Mitglied der CDU-Fraktion in der Pasewalker Stadtverordnetenversammlung
- 1994–2002 Wilfried Sieber (* 1941), CDU

21. Jahrhundert
- 2002–2013 Rainer Dambach (* 1952 † 2013), parteilos,

→ bei der Wahl 2002 von SPD und PDS unterstützt, 2009 als Mitglied der Wählerinitiative „Wir in Pasewalk“ (WIP) angetreten
- 2013–2014 Gudrun Baganz, amtierend

→ 1. Stellvertreterin des Bürgermeisters und Amtsleiterin Hauptamt/Kämmerei, mit dem plötzlichen Tod von Rainer Dambach seit November 2013 amtierende Bürgermeisterin bis zum offiziellen Amtsantritt von Sandra Nachtweih im Mai 2014
- 2014–2022 Sandra Nachtweih (* 1975), (CDU)

→ bei der Wahl 2014 von SPD und DIE LINKE unterstützt
- seit 2022 Danny Rodewald